# Sonchia
Sonchia is een geslacht van kevers uit de familie bladkevers (Chrysomelidae).
De wetenschappelijke naam van het geslacht werd in 1901 gepubliceerd door Julius Weise.

## Soorten
- Sonchia apicipes (Jacoby, 1903)
- Sonchia sternalis (Fairmaire, 1888)